# سوبوتیناتس
سوبوتیناتس (به صربی: Subotinac) یک منطقهٔ مسکونی در صربستان است که در الکسیناتس واقع شده‌است. سوبوتیناتس ۱٬۰۶۱ نفر جمعیت دارد.